# Les Double Six
Les Double Six est un groupe de jazz français. Formé en 1959 par Mimi Perrin, le groupe connait une renommée internationale au début des années 1960, avant sa séparation en 1966.

## Biographie
L'ensemble, formé de six choristes dont Jeannine « Mimi » Perrin, fondatrice du groupe, varie un peu selon les enregistrements. Grâce au re-recording, ils reproduisent les douze voix des big bands.
S'inspirant de quelques groupes américains (notamment Lambert, Hendricks & Ross), les chanteurs vocalisent à la manière des instruments, restituant sans onomatopées les improvisations des saxophones, trompettes ou trombones relevées sur les disques. Ils chantent des grands standards de jazz, notamment d'après des enregistrements de Quincy Jones et de Dizzy Gillespie, adaptés en français avec des textes poétiques ou humoristiques écrits par la très imaginative Mimi Perrin, en respectant exactement le phrasé de l'enregistrement original, ce qui constitue une prouesse rarement égalée. Cette formation, pourtant unique dans son genre, n'eut pas une très longue vie. En raison de problèmes de santé de Mimi Perrin (qui souffre de tuberculose depuis 1949), les Double Six cessent d'exister en 1966. Ils n'auront enregistré que quatre disques entre 1959 et 1964.
En 1965, les Double Six sont nommés pour le Grammy Award dans la catégorie « meilleure performance d'un groupe vocal », pour leur album The Double Six of Paris Sing Ray Charles, mais sont devancés par les Beatles et l'album A Hard Day's Night.
Ils donnent un concert au Town Hall de New York et d'autres en Italie, en Espagne ou encore au Canada. Mimi Perrin relata en 1994 que ces concerts étaient si intenses que le public cassait des chaises comme lors de concerts de rock[réf. nécessaire].
Le groupe disparaît en 1966. On retrouvera plusieurs membres des Double Six dans le groupe vocal The Swingle Singers, qui s'est notamment illustré en reprenant des œuvres de Jean-Sébastien Bach dans le style jazz vocal.

## Membres
L'effectif est variable selon les sessions, formant en principe un sextuor vocal (trois femmes/trois hommes ou deux femmes/quatre hommes).
- Mimi Perrin (fondatrice du groupe)
- Monique Guérin
- Louis Aldebert
- Ward Swingle (futur arrangeur des Swingle Singers)
- Jean-Louis Conrozier
- Roger Guérin
- Christiane Legrand (sœur de Michel Legrand)
- Claude Germain (futur membre des Swingle Singers)
- Jacques Denjean
- Jean-Claude Briodin (futur membre des Swingle Singers et des Troubadours)
- Eddy Louiss (également musicien de jazz)
- Claudine Meunier, née Barge (future membre des Swingle Singers)
- Robert « Bob » Smart, (futur membre des Troubadours, et chanteur pour l'orchestre de Jean Claudric)
- Bernard Lubat
- Jef Gilson, directeur musical
- Gaëtan Dupenher
- Hélène Devos (future membre des Swingle Singers)
- Annie Vassiliu (sœur de Pierre Vassiliu)

## Discographie

### Rééditions
- Les Double Six meet Quincy Jones - Les Double Six (comprend les 8 titres de 1961, les 11 titres de 1962 + le titre Walkin’)
- Dizzy Gillespie and the Double Six of Paris (même contenu que l’album original)
- The Double Six of Paris Sing Ray Charles (même contenu que l’album original)